# Omega 36
Omega 36 är en båttyp.
Tillverkades mellan 1986 och 1991. Cirka 200 båtar tillverkades. Utrustad med SGV.

## Källhänvisningar
- Sailguide Omega 36
- Maringuiden Nordic AB Omega 36